# Shirley Eilbracht
Shirley Eilbracht Zweers - Eilbracht (20 november 1960, Papendrecht) is een Nederlands voormalig topkorfbalster. Met PKC won zij meerdere titels. Ook was ze speelster van het Nederlands korfbalteam. 

## Spelerscarrière
Eilbracht debuteerde al op 15-jarige leeftijd, in 1976 in het 1e team van PKC, onder coach Anton Mulders. Pas in 1978-1979 kreeg zij een vaste basisplaats in de hoofdmacht. In dit seizoen werd PKC in de zaalcompetitie 3e, maar werd het kampioen in de veldcompetitie. PKC werd met 27 punten uit 18 wedstrijden de veldkampioen. 
In 1979, na het winnen van de veldtitel kreeg PKC een nieuwe hoofdcoach, namelijk Ron Westerkamp. In dit seizoen, 1979-1980 was de Europacup van 1979 de eerste horde. In september werd dit toernooi gespeeld, in Papendrecht. PKC stond ik de finale tegen het Belgische Borgerhout en won met 13-8, waardoor PKC voor de eerste keer in de historie de Europacup won. In de eigen Nederlandse competitie werd PKC 1e in de zaalcompetitie (Hoofdklasse B) en plaatse zich zodoende voor de zaalfinale. Na de reguliere speeltijd stond de stand op 15-15. De wedstrijd werd via strafworpen beslist. In deze serie won Deetos de landstitel. Ook in de veldcompetitie werd het spannend; na 18 wedstrijden stonden PKC en DOS'46 allebei op 27 punten. Om te beslissen welke ploeg kampioen zou worden moest er een beslissingswedstrijd gespeeld worden. Deze wedstrijd werd gespeeld op zaterdag 24 mei 1980 en PKC won met 9-8. 
In oktober 1980 werd ook de Europacup van 1980 gewonnen. PKC versloeg in de finale het Duitse Adler Rauxel met een afgetekende 14-4 overwinning. 
In Seizoen 1980-1981 werd PKC in de zaalcompetitie 2e, waardoor het de zaalfinale miste. In de veldcompetitie werd PKC voor het 3e jaar op rij landskampioen. Het verschil met de nummer 2, Deetos was maar liefst 6 punten. Na dit seizoen stopte Westerkamp als coach en kreeg PKC een nieuwe hoofdcoach, namelijk Karel Verschoor. 
Ook won PKC de daaropvolgende Europacup van 1981. In de finale was PKC te sterk voor het Belgische Kwik met 9-7. 
Onder Verschoor kreeg PKC het wat lastiger. In seizoen 1981-1982 werd PKC namelijk 3e in de zaal en 5e op het veld. Aan het eind van dit seizoen werd er niet verlengd met coach Verschoor en keerde Anton Mulders terug als hoofdcoach. 
In seizoen 1983-1984 had PKC weer een titel te pakken. Niet in de zaal, want daar kwam het slechts 1 punt tekort om als 1e te eindigen in de Hoofdklasse B, maar in de veldcompetitie bleef PKC de concurrentie voor. Het was de 4 veldtitel voor Eilbracht. 
Onder Mulders stond PKC in seizoen 1984-1985 in de zaalfinale. PKC won deze finale met 18-14 van het Amsterdamse ROHDA en was zodoende voor de eerste keer in de clubhistorie Nederlands zaalkampioen. In de veldcompetitie werd de ploeg net tweede, met 3 punten achter kampioen Fortuna. 
In de Europacup van 1985 was de opzet van het toernooi veranderd. Voor de eerste keer werd het toernooi zowel op het veld als in de zaal gespeeld. PKC speelde in beide vormen en won beide edities. 
In seizoen 1986-1987 beleefde PKC wederom een sterk seizoen. In de zaalcompetitie werd het wel spannend in de Hoofdklasse B, want na de reguliere competitie had zowel PKC als SCO 20 punten verzameld. Om te beslissen welke ploeg eerste zou worden om zich te plaatsen voor de zaalfinale, moest er een beslissingswedstrijd worden gespeeld. Deze wedstrijd werd gespeeld op zaterdag 14 maart 1987 in Nijmegen en werd gewonnen door PKC met 16-10. In de zaalfinale was Oost-Arnhem de tegenstander en PKC verloor met 12-8. In de veldcompetitie deed PKC het beter; hier bleef het de concurrent voor en werd het met 31 punten landskampioen. 
Seizoen 1987-1988 was een wat ongelukkig jaar voor Eilbracht. PKC deed het goed en werd in de zaalcompetitie 1e, waardoor het zich had geplaatst voor de zaalfinale, maar Eilbracht was geblesseerd geraakt. Hierdoor moest ze de zaalfinale van 1988 vanaf de bank toekijken. Zo zag ze dat PKC van Oost-Arnhem verloor met 14-8. Ook in de veldcompetitie werd het spannend. PKC werd 1e in de Hoofdklasse A, waardoor het zichzelf had geplaatste voor de veldfinale. In een best-of-3 serie won PKC van SCO en was zodoende weer Nederlands veldkampioen. 
Na deze titel stopte Mulders als coach en werd Ron Westerkamp aangesteld als nieuwe coach. 
seizoen 1988-1989 was een vervelend seizoen voor Eilbracht. Ze was eerder in 1988 geopereerd, maar ze kreeg de toezegging van coach Westerkamp dat ze na verloop van tijd haar basisplaats in het 1e team terug zou krijgen. Ze speelde in het begin van dit seizoen in PKC 2 om weer conditie op te bouwen, maar ze kreeg een meningsverschil met Westerkamp. Hierdoor besloot Eilbracht in februari 1989 te stoppen bij PKC. 
PKC voorzitter Gerrit de Heer haalde Eilbracht in maart 1989 over om toch lid te blijven van de club. Zij stemde in, maar Westerkamp zou haar niet meer opstellen in de rest van het zaalseizoen. Dat was zonde voor Eilbracht, want PKC won de zaalfinale van 1989. Eilbracht kwam terug in de selectie in de 2e helft van het veldseizoen. Zodoende maakte ze mee dat PKC zich plaatste voor de veldfinale en deze uiteindelijk ook won van ROHDA. 
Voor seizoen 1989-1990 was Eilbracht terug in de selectie, maar ook in dit seizoen had zij last van blessureleed. 
Zo moest zij de Europacup van 1990 laten schieten vanwege haar blessure. Ze kwam later het seizoen nog terug. In de veldcompetitie stond PKC in de kruisfinale, maar deze ging teleurstellend verloren met 8-5 tegen Deetos. 
Eilbracht speelde ook in seizoen 1990-1991 maar verklaarde al in november 1990 dat dit haar laatste seizoen zou zijn. In dit seizoen plaatste PKC zich niet voor nacompetitie. Eilbracht stopte, net als coach Westerkamp. 

### Terugkeer in 1992
In 1991 werd coach Westerkamp vervangen door Ben Crum en in 1992 werd een beroep gedaan op Eilbracht. Na 1 jaar afwezigheid werd zij gevraagd terug te keren in de selectie. Zodoende speelde Eilbracht weer in seizoen 1992-1993. In dit seizoen werd PKC 1e in de zaal en plaatste zich zo voor de zaalfinale. In de finale werd verloren van Deetos met slechts 13-12. In de veldcompetitie kon PKC revanche nemen op de verloren zaalfinale. Zo plaatste PKC zich ook voor de veldfinale, wat nu in een best-of-3 systeem werd gespeeld. PKC won deze serie in 2 wedstrijden van tegenstander AKC. Dit zou definitief het laatste seizoen zijn voor Eilbracht. Zo sloot ze haar loopbaan af met een 8e veldtitel. 

## Erelijst
- Nederlands kampioen veldkorfbal, 8x (1979, 1980, 1981, 1984, 1987, 1988, 1989, 1993)
- Nederlands kampioen zaalkorfbal, 1x (1985)
- Europacup korfbal veldkampioen, 3x (1979, 1980, 1981)
- Europacup korfbal zaalkampioen, 1x (1985)

## Oranje
Eilbracht speelde 15 officiële interlands namens het Nederlands korfbalteam. Van deze 15 caps speelde ze er 12 in de zaal en 3 op het veld. 